# Elizabeth Zimmermann
 (février 2021).
Le contenu est difficilement compréhensible vu les erreurs de traduction, qui sont peut-être dues à l'utilisation d'un logiciel de traduction automatique.
Elizabeth Zimmermann (née le 9 août 1910 et morte le 30 novembre 1999), de nationalité britannique, est une professeure et une designer textile de patrons du tricot à la main. En Amérique du Nord, elle révolutionne la pratique moderne de cet art en publiant des livres et en réalisant une série instructive diffusée par la chaîne American Public Television (PBS). Alors que tricoter sur des aiguilles rigides est alors la norme, elle vante les bénéfices d'employer des aiguilles circulaires et flexibles pour produire des vêtements sans couture tricotés en rond et pour rendre plus facile la construction de motifs complexes.
Elle fait la promotion de la méthode dite continentale qui consiste à tenir le brin de laine entre les doigts de la main gauche, arguant que c'est une méthode plus ergonomique et rapide pour tricoter.

## Enfance
Née Elizabeth Lloyd-Jones dans le comté du Devon, au Royaume Uni, Zimmermann est la fille d'un officier de la Marine britannique : sa mère fut l'organisatrice de Meals by Motor, l'ancêtre anglais de Meals on Wheels,. Ce service est connu au Québec comme « la popote roulante ». Zimmermann est inscrite dans une école privée en Angleterre, puis dans des écoles de beaux-arts en Suisse et en Allemagne. Dans son autobiographie «Disgressions» dans son livre Knitting Around, on retrouve des reproductions de plusieurs de ses croquis originaux tout au long du texte. Zimmermann apprend à tricoter dans un premier temps auprès de sa mère et de ses tantes (dans le style anglais) puis plus tard, de sa gouvernante suisse (dans le style dit allemand ou continental).

## Carrière

### Entreprise d’édition
Zimmermann immigre aux États-Unis en 1937, accompagnant son nouveau mari, Arnold Zimmermann, maître brasseur d'origine allemande. À son arrivée, le couple s'installe à New York. Ils déménagent ensuite dans Wisconsin et s'installent dans une vieille école désaffectée. Ils transforment le bâtiment, qui accueille les bureaux de leur maison de publication (Schoolhouse Press) ; l’entreprise est spécialisée dans la vente par correspondance de livres et de matériaux pour tricoter (patrons, laine, aiguilles…). À son décès, l’entreprise est reprise par leur fille, Meg Swansen.

### Initiatives
Zimmermann est souvent citée comme la tricoteuse du premier modèle de chandail en style aran dans la revue américaine Vogue Knitting, paru dans le Vogue Pattern Book en 1958. Toutefois, une collection de patrons aux motifs aran (pulls pour hommes et femmes, chaussettes et mitaines) était parue sous le nom de « Hand Knits from the Aran Islands », en 1956 dans la revue Woman's Day. Zimmermann aurait donc tricoté le premier vêtement fait main présenté dans le magazine.
Selon son livre posthume, The Opinionated Knitter, un éditeur d'une compagnie de laine avait altéré le patron de Zimmermann en éliminant des instructions les aiguilles circulaires pour les remplacer par des aiguilles droites pour un patron en motif Fair Isle, et ce sans  la consulter avant publication. Il en résulte une modification complète de la construction du pull, celui-ci étant constitué de plusieurs pièces entièrement tricotées à plat puis cousues entre elles. Ce type de construction était alors très majoritaire dans les publications nord-américaines de tricot. Cette altération majeure avait concouru à la publication de ses propres instructions sous le nom de « Wool Gatherings ».

### Apport à la télévision
La série sur le tricot dont Zimmermann est l'auteur est encore disponible en VHS et en DVD. Dans un des épisodes, un agent de la circulation (et ami de la famille), inflige une contravention à Zimmermann et son époux alors qu'elle tricote, assise, derrière Arnold sur une motocyclette en marche stipulant qu'elle tricotait sans permis pour le faire. (Zimmermann avait développé la capacité de tricoter assise sur la motocyclette, derrière son mari). Dans le livre The Opinionated Knitter, Meg, leur fille, mentionne que sa mère voulait intituler son premier livre en honneur de son entêtement à tricoter et que la maison d'édition avait changé le titre pour Knitting without tears(Tricoter sans larmes). Cependant, le choix personnel du titre exprime mieux l'état d'esprit et la philosophie de Zimmermann. Dans chacune de ses publications, télévisuelles ou écrites, elle encourage les tricoteurs à expérimenter et développer leurs propres patrons, styles et idées pour que brille leur talent créatif respectif.

## Héritage

### EPS
Zimmermann façonne un système - dit EPS pour Elizabeth's Percentage System - de calcul pour évaluer la circonférence du vêtement sur la base de la tension du tricoteur. Son « EPS » est encore largement employé par les créateurs: cela consiste à appliquer une formule mathématique pour déterminer combien de mailles à construire (la tension)  pour un chandail, parce que la circonférence des manches et du torse sont habituellement proportionnels les uns aux autres, quelle que soit la laine ou la tension employées.

### Patrons originaux
Parmi les patrons et les techniques qui l'ont fait connaître, on retrouve le châle dit « Pi-Shawl », un châle circulaire que Zimmermann a formé par augmentation régulière de mailles à intervalle tout aussi régulier, basé sur la formule Pi, comme elle l'explique dans son livre Knitter's Almanac:
«La géométrie du cercle s'appuie sur la relation mystérieuse entre la circonférence du cercle et son radius. Un cercle va doubler sa circonférence en doublant la longueur du radius, ou en termes de tricot, la distance entre les rangs d'accroissement des mailles doit se baser sur cette précision: alors pour doubler le nombre de mailles, on doit veiller à faire un rang d'augmentation au même rythme, soit au 3e , au 6e, au 12e, au 24e et ainsi de suite».
Le châle circulaire n'est pas par ailleurs basé spécialement sur la formule Pi, mais seulement sur les propriétés communes de toute forme à deux dimensions selon la géométrie d'Euclide. Il faut comprendre que les dimensions augmentent avec le même facteur au même rythme. La forme circulaire est simplement créée en implantant des augmentations de mailles à des endroits réguliers dans le tricot.
Zimmermann est aussi connue pour avoir enseigné la forme de la Corde I (dite la corde pour idiot, mise en bordure), et aussi pour le patron dit 'Baby Surprise Jacket' : cette veste est construite complètement à plat puis pliée, dans un genre d'origami, pour lui créer une forme adhérant au corps du bébé. Elle est aussi connue pour l'introduction du foulard selon la formule du ruban de Möbius, un tricot fait en rectangle continu puis attaché ensemble à chaque bout avec une rotation de 180 degrés.
En 1974, Zimmermann fonde une série de retraites de tricot, qu'elle appelle 'Knitting Camps'. Ces retraites continuent de fonctionner sous la direction de sa fille Meg Swansen. Sa devise personnelle était : « Tricotons avec confiance et espoir quelle que soit la crise .
Elizabeth Zimmermann est morte à Marshfield, au Wisconsin, le 30 novembre 1999 à l'âge de 89 ans. Dans l'avis de décès publié dans le New York Times, Douglas Martin écrivit : « Mme Zimmermann a choisi de jouer modestement son influence sur le tricot, en choisissant de dire que ses inventions en lainage étaient des contraventions ».
Une rétrospective de ses œuvres, intitulée New School Knitting: The influence of Elizabeth Zimmermann and Schoolhouse Press fut présentée à la Madison Gallery of Design de l'Université du Wisconsin en 2006.

## Ouvrages
- Zimmermann, Elizabeth (1971) Knitting Without Tears, (1995 Fireside Paperback ed.), New York: Simon & Schuster,  (ISBN 0-684-13505-1)
- Zimmermann, Elizabeth (1974), Knitter's Almanac, (1981 Dover Papaerback ed.) New York, Dover Publications  (ISBN 0-486-24178-5)
- ZImmermann, Elizabeth (1er juin 1989) Knitting Around (réimpression en juin 2001), Wisconsin: Schoolhouse Press  (ISBN 0-942018-03-6)
- Zimmermann, Elizabeth, (30 janvier 2005), The Opinionated Knitter: Elizabeth Zimmermann Newsletters 1958-1968, Wisconsin, Schoolhouse Press.  (ISBN 0-942018-26-5)